# Aberfoyle
Aberfoyle (Obar Phuill en gaélique écossais) est un village dans le district de Stirling en Écosse, situé près du Loch Drunkie, à 43 km au nord-ouest de Glasgow.

## Littérature
- Walter Scott y transporte à deux reprises l'action de son roman historique Rob-Roy.
- Les Indes Noires, roman de Jules Verne, se déroule principalement à Aberfoyle.